# Agility

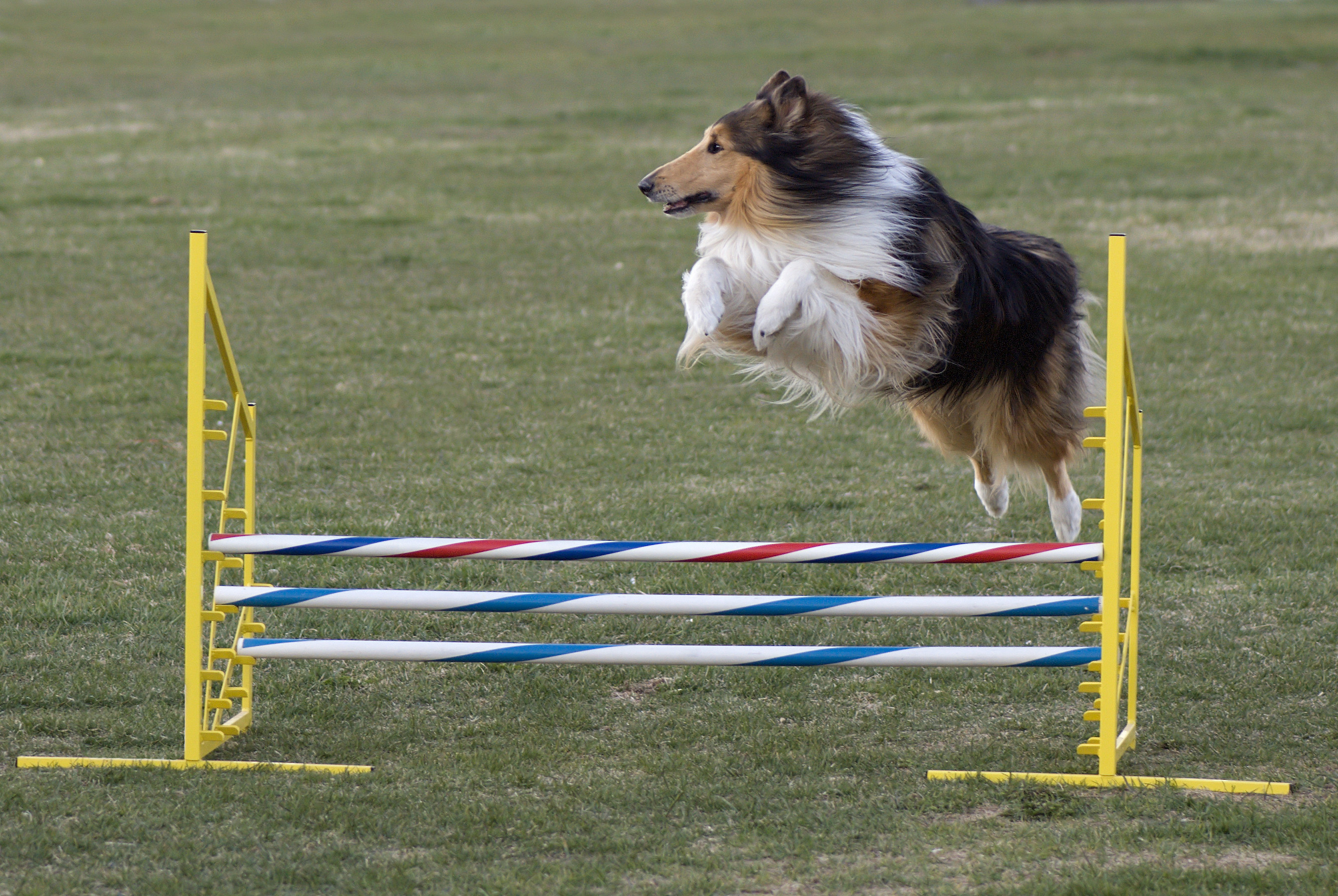
Collie pokonujący stacjonatę

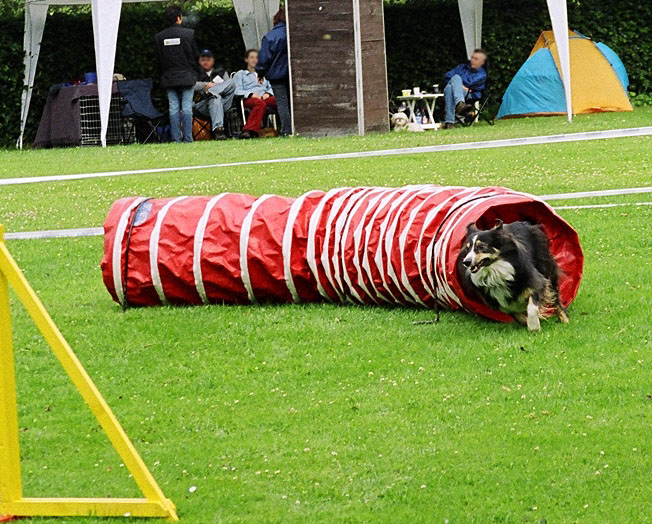
Owczarek australijski wybiegający z tunelu

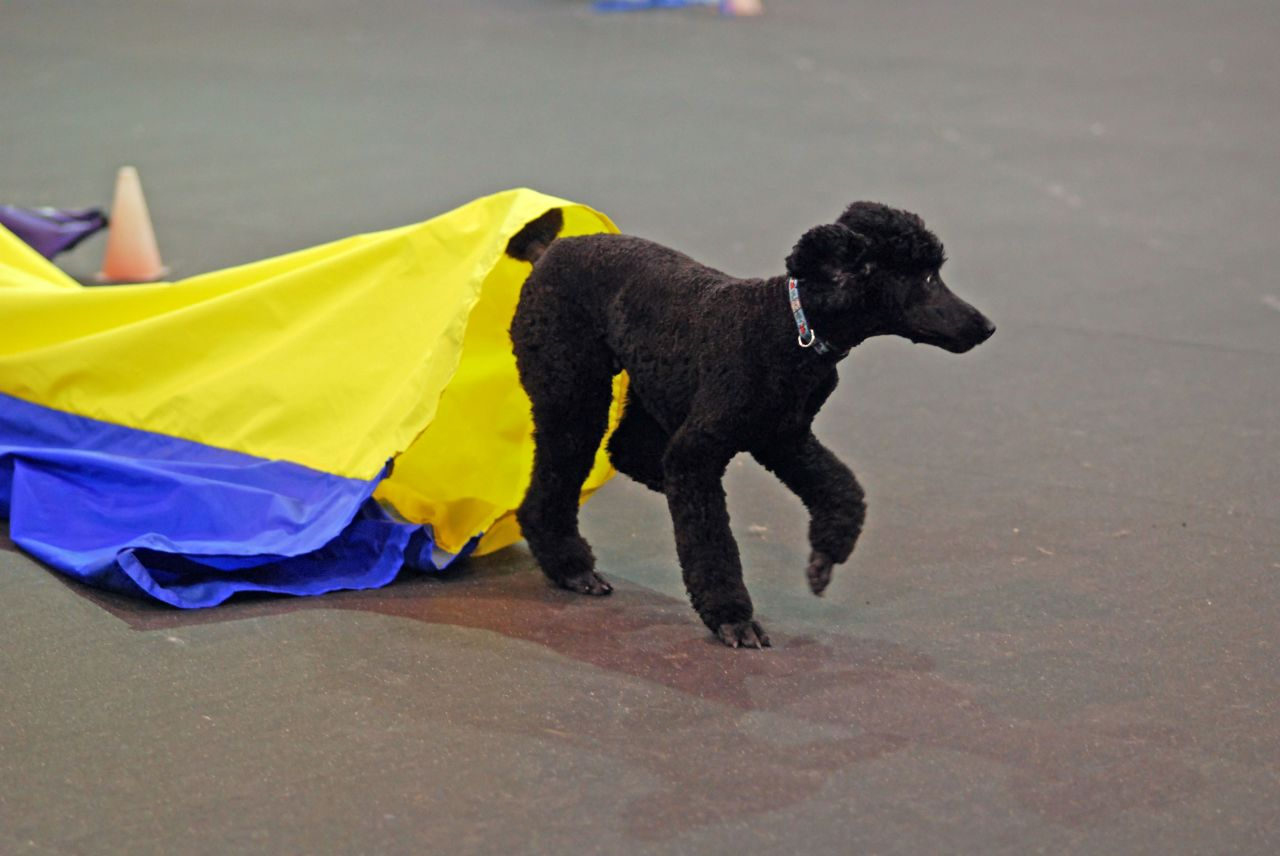
Pudel średni wychodzący z rękawu

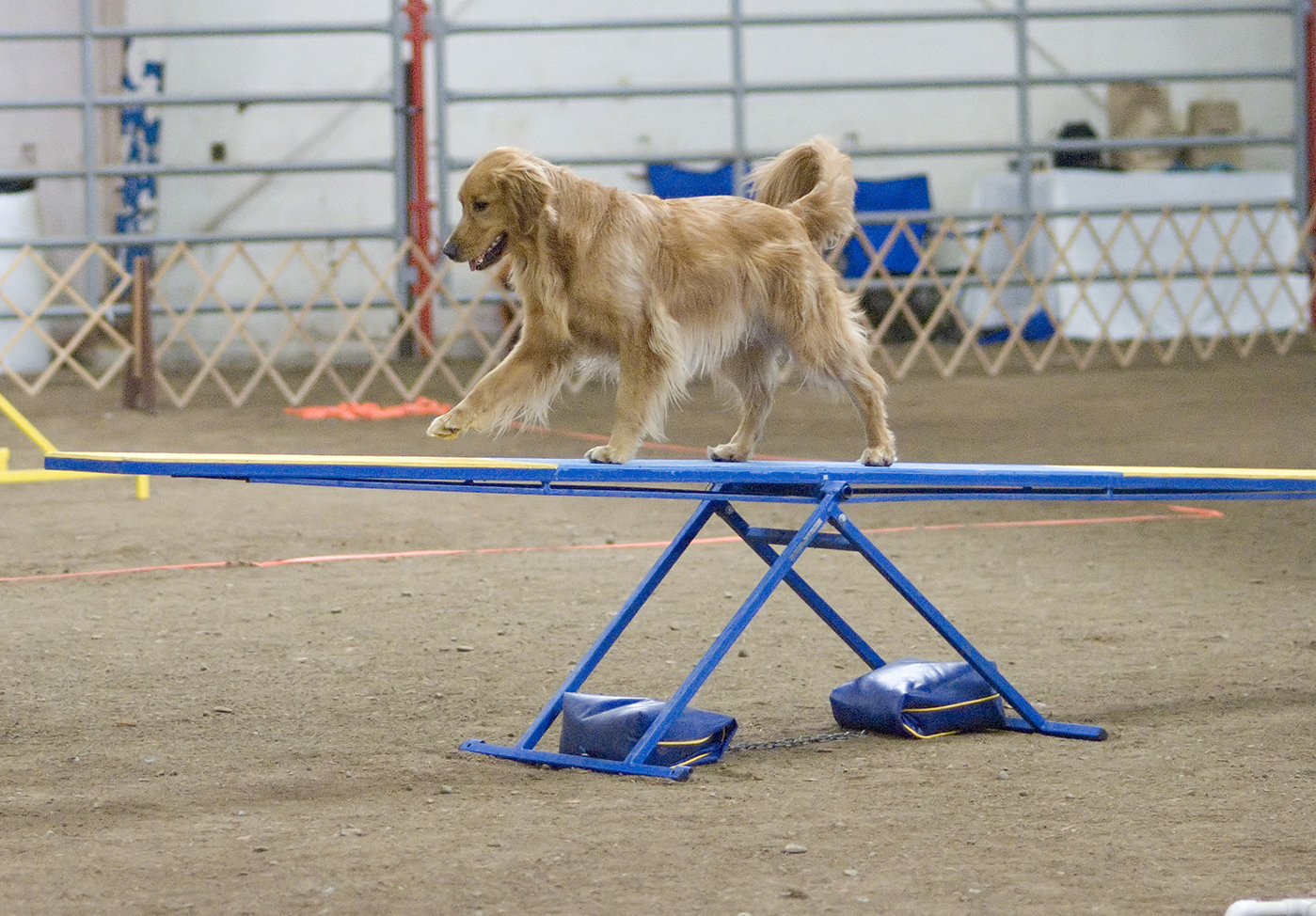
Golden retriever na huśtawce

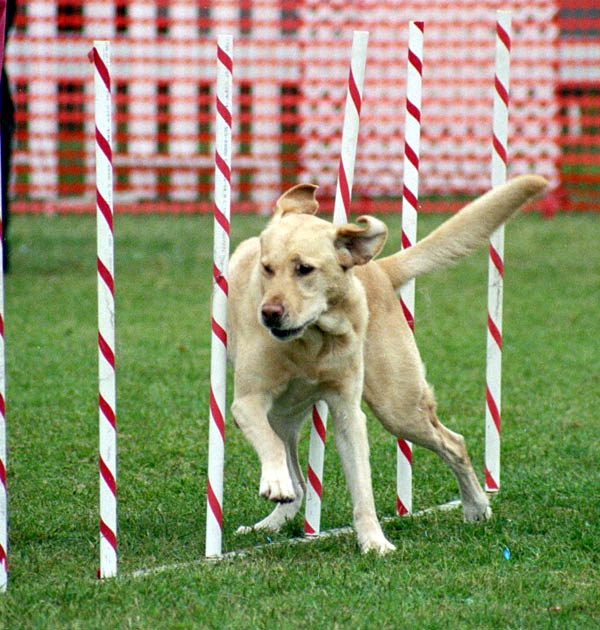
Labrador retriever podczas slalomu

Agility – sport dla psów polegający na tym, że pies prowadzony przez swojego przewodnika komendami optycznymi, głosowymi oraz ruchem, musi pokonać bezbłędnie i jak najszybciej dany tor przeszkód. Na każdych zawodach tor jest inny co sprawia dodatkową trudność i ciekawe wyzwanie. 
Pierwotnie sport ten zyskał popularność jako przerywnik w czasie zawodów jeździeckich. Współcześnie zdobywa w Polsce coraz większą popularność. Według regulaminu agility, zatwierdzonego przez FCI, nie mogą brać udziału w zawodach psy: chore, z dysplazją, urazami oraz suki ciężarne.
Pies musi zaliczyć przeszkody w odpowiedniej kolejności, ale nie zna ich układu przed startem (przewodnicy przed startem mają czas na zapoznanie się z układem toru i ich zadaniem jest sprawne poprowadzenie psa przez tor). Należy zaliczać tzw. strefy kontaktu, np. pies wbiegając na równię pochyłą nie może od razu skoczyć na jej szczyt, ale musi zaliczyć tę strefę (choćby jedną łapą).
Psy oceniane są przez sędziów w kategoriach dostosowanych do wielkości psa. Dla mniejszych psów poprzeczki ustawione są niżej, dla większych wyżej. 
Zawody agility rozgrywane są w czterech klasach wzrostowych:
- small do 35 cm w kłębie,
- medium 35 - 43 cm w kłębie,
- intermediate 43 - 48 cm w kłębie
- large od 48 cm w kłębie,

oraz w trzech stopniach trudności, tak zwanych próbach pracy:
- A1,
- A2,
- A3,

W wielu krajach istnieje dodatkowa nieoficjalna klasa dla bardzo początkujących zawodników A0. W tej klasie tory są krótsze, a w ustawieniu trasy pomija się trudniejsze przeszkód jak slalom, koło czy huśtawkę.
Największą kategorię stanowi klasa otwarta w której biorą udział zawodnicy podzieleni jedynie na klasy wzrostowe (Small, Medium, Intermediate i Large), gdzie konkurują ze sobą uczestnicy A1, A2 i A3 na jednym torze. Kategoria ta stosowana jest do wyłonienia najlepszego psa na danych zawodach, Mistrzostwach Polski czy eliminacjach na Mistrzostwa Świata Agility. Na dużych imprezach sportowych jak Mistrzostwach Świata czy Europy rywalizuje się jedynie w klasie otwartej.
W zależności od pomysłu sędziego na torze mogą pojawić się różne przeszkody oraz różna ilość przeszkód. Do dyspozycji jest: stacjonata (hopka), skok w dal, koło, kładka, huśtawka, palisada, slalom, tunel sztywny oraz murek.